# Chronofarmakologia
Chronofarmakologia (gr. Χρόνος – czas, φάρμακον (phármakon) – lekarstwo, lógos – słowo, nauka) – dziedzina farmakologii badająca wpływ rytmów dobowych organizmu na skutki farmakologiczne leku. Chronofarmakolodzy dążą do uzyskania szczegółowych wskazówek co do rozłożenia dawkowania leków w ciągu doby.